# Оцу, Юки
Юки Оцу (яп. 大津 祐樹 О:цу Ю:ки, род. 24 марта 1990, Мито) — японский футболист, полузащитник клуба «Джубило Ивата».

## Карьера
На протяжении своей футбольной карьеры выступал за клубы «Касива Рейсол», «Боруссия», «ВВВ-Венло».

## Национальная сборная
В 2012 году сыграл за национальную сборную Японии 2 матча.

## Статистика за сборную
| Сборная Японии | Сборная Японии | Сборная Японии |
| Год            | Матчи          | Голы           |
| -------------- | -------------- | -------------- |
| 2012           | 2              | 0              |
| Итого          | 2              | 0              |

## Достижения
- Джей-лиги; 2011